# Bologna Football Club 1964-1965
Questa voce raccoglie le informazioni riguardanti il Bologna Football Club nelle competizioni ufficiali della stagione 1964-1965.

## Stagione
Nella stagione 1964-1965 il Bologna si piazza in sesta posizione con 34 punti, lo scudetto è dell'Inter con 54 punti.  Il trionfo in campionato nella stagione precedente permise al Bologna di debuttare in Coppa Campioni: i felsinei non andarono oltre il primo turno, eliminati dai belgi dell'Anderlecht per mezzo del lancio di una monetina dopo tre incontri che non spezzarono la parità. In Serie A i felsinei non riuscirono a difendere il titolo chiudendo con un deludente sesto posto con 34 punti. In Coppa Italia il Bologna entra ai Quarti di Finale ma viene subito estromesso dalla Juventus che passa a Bologna ai calci di rigore dopo che l'incontro era terminato (0-0).

## Divise
Le divise sono molto simili rispetto alla stagione precedente. L'unica differenza si presenta nella prima divisa: nelle maniche i colori rosso e blu sono inveriti. Vi è la classica apposizione dello scudetto sul petto di entrambe le maglie.
| Casa | Trasferta | Portiere |

## Rosa
| N. |                   | Ruolo | Calciatore                |
| -- | ----------------- | ----- | ------------------------- |
|    | Italia (bandiera) | P     | William Negri             |
|    | Italia (bandiera) | P     | Rino Rado                 |
|    | Italia (bandiera) | P     | Giuseppe Spalazzi         |
|    | Italia (bandiera) | D     | Bruno Capra               |
|    | Italia (bandiera) | D     | Manlio Muccini            |
|    | Italia (bandiera) | D     | Mirko Pavinato (capitano) |
|    | Italia (bandiera) | D     | Tazio Roversi             |
|    | Italia (bandiera) | D     | Francesco Janich          |
|    | Italia (bandiera) | D     | Carlo Furlanis            |
|    | Italia (bandiera) | C     | Paride Tumburus           |
|    | Italia (bandiera) | C     | Romano Fogli              |
|    | Italia (bandiera) | C     | Giacomo Bulgarelli        |

| N. |                           | Ruolo | Calciatore        |
| -- | ------------------------- | ----- | ----------------- |
|    | Italia (bandiera)         | C     | Mario Fara        |
|    | Germania Ovest (bandiera) | C     | Helmut Haller     |
|    | Italia (bandiera)         | C     | Marino Perani     |
|    | Italia (bandiera)         | C     | Marcello Tentorio |
|    | Italia (bandiera)         | C     | Faustino Turra    |
|    | Italia (bandiera)         | C     | Mario Maraschi    |
|    | Italia (bandiera)         | C     | Roberto Quadalti  |
|    | Italia (bandiera)         | A     | Sidio Corradi     |
|    | Danimarca (bandiera)      | A     | Harald Nielsen    |
|    | Italia (bandiera)         | A     | Ezio Pascutti     |
|    | Italia (bandiera)         | A     | Gianni Bui        |

## Calciomercato
| Acquisti | Acquisti          | Acquisti    | Acquisti      |
| R.       | Nome              | da          | Modalità      |
| -------- | ----------------- | ----------- | ------------- |
| P        | Giuseppe Spalazzi | Piacenza    | definitivo    |
| D        | Manlio Muccini    | SPAL        | definitivo    |
| C        | Mario Fara        | Alessandria | definitivo    |
| C        | Renzo Ragonesi    | Alessandria | fine prestito |
| C        | Faustino Turra    | Catania     | definitivo    |
| A        | Gianni Bui        | SPAL        | definitivo    |
| A        | Mario Maraschi    | Lazio       | definitivo    |

| Cessioni | Cessioni          | Cessioni     | Cessioni   |
| R.       | Nome              | a            | Modalità   |
| -------- | ----------------- | ------------ | ---------- |
| P        | Paolo Cimpiel     | Brescia      | definitivo |
| D        | Edmondo Lorenzini | Brescia      | definitivo |
| C        | Héctor Demarco    | L.R. Vicenza | definitivo |
| C        | Bruno Franzini    | Sampdoria    | definitivo |
| C        | Renzo Ragonesi    | Alessandria  | definitivo |
| A        | Antonio Renna     | Lazio        | definitivo |

## Risultati

### Serie A

#### Girone di andata
| Arbitro: | Angonese (Mestre) |

|                         |           |  |
| Mereghetti 26’ Nova 50’ | Marcatori |  |

| Arbitro: | Rancher (Roma) |

|                                         |           |  |
| Bulgarelli 51’ Pascutti 60’ Nielsen 70’ | Marcatori |  |

| Genova 27 settembre 1964 3ª giornata | Genoa               | 0 – 0 | Bologna | Stadio Luigi Ferraris\| Arbitro: \| Lo Bello (Siracusa) \| |
| Arbitro:                             | Lo Bello (Siracusa) |       |         |                                                            |

| Arbitro: | Politano (Cuneo) |

|                                  |           |  |
| Turra 17’ Haller 30’ Nielsen 55’ | Marcatori |  |

| Arbitro: | D'Agostini (Roma) |

|  |           |             |
|  | Marcatori | Barison 26’ |

| Arbitro: | Francescon (Padova) |

|                |           |  |
| Bercellino 22’ | Marcatori |  |

| Arbitro: | Di Tonno (Lecce) |

|                        |           |  |
| Haller 37’ (rig.), 71’ | Marcatori |  |

| Arbitro: | De Marchi (Pordenone) |

|            |           |            |
| Nicolè 70’ | Marcatori | Haller 15’ |

| Arbitro: | Angonese (Mestre) |

|                         |           |              |
| Pirovano 6’ Maschio 27’ | Marcatori | Maraschi 19’ |

| Bologna 22 novembre 1964 10ª giornata | Bologna               | 0 – 0 | Inter | Stadio Renato Dall'Ara\| Arbitro: \| De Marchi (Pordenone) \| |
| Arbitro:                              | De Marchi (Pordenone) |       |       |                                                               |

| Arbitro: | Lo Bello (Siracusa) |

|  |           |              |
|  | Marcatori | Pascutti 45’ |

| Arbitro: | Righetti (Torino) |

|                                               |           |                        |
| Perani 18’ Haller 36’, 78’ (rig.) Nielsen 46’ | Marcatori | Favalli 35’ Nocera 42’ |

| Arbitro: | Francescon (Padova) |

|                                    |           |                   |
| Rivera 8’ Amarildo 56’ Lodetti 90’ | Marcatori | Haller 68’ (rig.) |

| Arbitro: | Bernardis (Roma) |

|                                       |           |  |
| Nielsen 26’ Haller 69’ Bulgarelli 76’ | Marcatori |  |

| Arbitro: | Rigato (Mestre) |

|             |           |  |
| Nielsen 87’ | Marcatori |  |

| Cagliari 10 gennaio 1965 16ª giornata | Cagliari          | 0 – 0 | Bologna | Stadio Amsicora\| Arbitro: \| D'Agostini (Roma) \| |
| Arbitro:                              | D'Agostini (Roma) |       |         |                                                    |

| Arbitro: | Pieroni (Roma) |

|                                |           |  |
| Nielsen 2’, 60’ Bulgarelli 41’ | Marcatori |  |

#### Girone di ritorno
| Arbitro: | Genel (Trieste) |

|             |           |             |
| Nielsen 75’ | Marcatori | Petroni 85’ |

| Arbitro: | Monti (Ancona) |

|             |           |              |
| Fontana 29’ | Marcatori | Pascutti 85’ |

| Arbitro: | Campanati (Milano) |

|                        |           |             |
| Turra 30’ Pascutti 44’ | Marcatori | Bicicli 33’ |

| Arbitro: | Angonese (Mestre) |

|                             |           |                                       |
| Schutz 24’, 89’ Morelli 51’ | Marcatori | Pascutti 22’ Tumburus 26’ Nielsen 83’ |

| Genova 21 febbraio 1965 22ª giornata | Sampdoria       | 0 – 0 | Bologna | Stadio Luigi Ferraris\| Arbitro: \| Genel (Trieste) \| |
| Arbitro:                             | Genel (Trieste) |       |         |                                                        |

| Arbitro: | Sbardella (Roma) |

|            |           |           |
| Bulgarelli | Marcatori | Stacchini |

| Arbitro: | Righetti (Torino) |

|      |           |          |
| Mari | Marcatori | Pascutti |

| Arbitro: | Angonese (Mestre) |

|        |           |                  |
| Haller | Marcatori | Tamborini Nicolè |

| Arbitro: | Bernardis (Trieste) |

|                  |           |        |
| Nielsen Tumburus | Marcatori | Hamrin |

| Arbitro: | Francescon (Padova) |

|             |           |  |
| Corso Bedin | Marcatori |  |

| Arbitro: | Pieroni (Roma) |

|                             |           |         |
| Perani Haller rig.’ Nielsen | Marcatori | Ciccolo |

| Arbitro: | Monti (Ancona) |

|                       |           |                     |
| Furlanis aut.’ Nocera | Marcatori | Pascutti Bulgarelli |

| Arbitro: | Lo Bello (Siracusa) |

|  |           |          |
|  | Marcatori | Ferrario |

| Varese 16 maggio 1965 31ª giornata | Varese          | 0 – 0 | Bologna | Stadio Franco Ossola\| Arbitro: \| Genel (Trieste) \| |
| Arbitro:                           | Genel (Trieste) |       |         |                                                       |

| Arbitro: | Campanati (Milano) |

|                                 |           |  |
| Hitchens Simoni Hitchens Meroni | Marcatori |  |

| Arbitro: | Marchiori (Padova) |

|        |           |                 |
| Haller | Marcatori | Nenè Rizzo Nenè |

| Arbitro: | Di Tonno (Lecce) |

|                          |           |  |
| Danova Calvanese Facchin | Marcatori |  |

### Coppa Italia

#### Fase finale
| Arbitro: | De Marchi (Pordenone) |

|        |                      |                                   |
| Perani | Tiri di rigore 3 – 4 | Combin Stacchini Menichelli Sarti |

### Coppa dei Campioni
| Arbitro: | Kreitlein |

|               |           |  |
| Van Himst 49’ | Marcatori |  |

| Arbitro: | Horvath |

|                          |           |              |
| Pascutti 57’ Nielsen 75’ | Marcatori | 89’ Stockman |

| Barcellona 14 ottobre 1964 Primo turno – Spareggio | Anderlecht  | 0 – 0 (sorteggio) | Bologna | Camp Nou\| Arbitro: \| Zariquiegui \| |
| Arbitro:                                           | Zariquiegui |                   |         |                                       |

## Statistiche
Statistiche aggiornate al 6 giugno 1965.
| Competizione       | Punti | In casa | In casa | In casa | In casa | In casa | In casa | In trasferta | In trasferta | In trasferta | In trasferta | In trasferta | In trasferta | Totale | Totale | Totale | Totale | Totale | Totale | DR |
| Competizione       | Punti | G       | V       | N       | P       | Gf      | Gs      | G            | V            | N            | P            | Gf           | Gs           | G      | V      | N      | P      | Gf     | Gs     | DR |
| ------------------ | ----- | ------- | ------- | ------- | ------- | ------- | ------- | ------------ | ------------ | ------------ | ------------ | ------------ | ------------ | ------ | ------ | ------ | ------ | ------ | ------ | -- |
| Serie A            | 30    | 17      | 10      | 3       | 4       | 32      | 15      | 17           | 1            | 9            | 7            | 11           | 27           | 34     | 11     | 12     | 11     | 43     | 42     | +1 |
| Coppa Italia       | -     | 1       | 0       | 0       | 1       | 0       | 0       | 0            | 0            | 0            | 0            | 0            | 0            | 1      | 0      | 0      | 1      | 0      | 0      | 0  |
| Coppa dei Campioni | -     | 1       | 1       | 0       | 0       | 2       | 1       | 2            | 0            | 1            | 1            | 0            | 1            | 3      | 1      | 1      | 1      | 2      | 2      | 0  |
| Totale             | -     | 19      | 11      | 3       | 5       | 34      | 16      | 19           | 1            | 10           | 8            | 11           | 28           | 38     | 12     | 13     | 13     | 45     | 44     | +1 |

### Statistiche dei giocatori
| Giocatore     | Serie A  | Serie A | Coppa Italia | Coppa Italia | Coppa dei Campioni | Coppa dei Campioni | Totale   | Totale |
| Giocatore     | Presenze | Reti    | Presenze     | Reti         | Presenze           | Reti               | Presenze | Reti   |
| ------------- | -------- | ------- | ------------ | ------------ | ------------------ | ------------------ | -------- | ------ |
| G. Bui        | 3        | 0       | 0            | 0            | 0                  | 0                  | 3        | 0      |
| G. Bulgarelli | 29       | 5       | 1            | 0            | 3                  | 0                  | 33       | 5      |
| B. Capra      | 3        | 0       | -            | -            | 0                  | 0                  | 3        | 0      |
| S. Corradi    | 2        | 0       | 0            | 0            | 0                  | 0                  | 2        | 0      |
| M. Fara       | 1        | 0       | 1            | 0            | -                  | -                  | 2        | 0      |
| R. Fogli      | 30       | 0       | 1            | 0            | 3                  | 0                  | 34       | 0      |
| C. Furlanis   | 33       | 0       | 1            | 0            | 3                  | 0                  | 37       | 0      |
| H. Haller     | 30       | 11      | -            | -            | 3                  | 0                  | 33       | 11     |
| F. Janich     | 29       | 0       | 1            | 0            | 3                  | 0                  | 33       | 0      |
| M. Maraschi   | 17       | 1       | 1            | 0            | 0                  | 0                  | 18       | 1      |
| M. Muccini    | 16       | 0       | 1            | 0            | 0                  | 0                  | 17       | 0      |
| W. Negri      | 25       | -29     | 1            | -0           | 3                  | -2                 | 29       | -31    |
| H. Nielsen    | 31       | 13      | 1            | 0            | 3                  | 1                  | 35       | 14     |
| E. Pascutti   | 26       | 7       | -            | -            | 3                  | 1                  | 29       | 8      |
| M. Pavinato   | 31       | 0       | 1            | 0            | 3                  | 0                  | 35       | 0      |
| M. Perani     | 22       | 2       | 1            | 0            | 3                  | 0                  | 26       | 2      |
| R. Quadalti   | 0        | 0       | -            | -            | -                  | -                  | 0        | 0      |
| R. Rado       | 8        | -8      | 0            | -0           | 0                  | -0                 | 8        | -8     |
| T. Roversi    | 1        | 0       | 0            | 0            | -                  | -                  | 1        | 0      |
| G. Spalazzi   | 1        | -5      | -            | -            | -                  | -                  | 1        | -5     |
| M. Tentorio   | 5        | 0       | 0            | 0            | 0                  | 0                  | 5        | 0      |
| P. Tumburus   | 23       | 2       | -            | -            | 3                  | 0                  | 26       | 2      |
| F. Turra      | 8        | 2       | 0            | 0            | 0                  | 0                  | 8        | 2      |